# Заборавност
Заборавност је један од симптома у медицини, који се јавља као сметња код особа, која до његове појаве није имала проблем са памћењем. Заборавност је саставни део живота. Уколико нас не омета у извршењу свакодневних и битних послова, оно јесте нормална и свакидашња појава.
У свакодневном животу срећемо се са различитим нивоима и степенима заборављања, на шта утичу бројни етиолошки фактори. Психолошка истраживања показују да се, нпр. лица људи са којима нисмо посебно блиски заборављају пре него њихова имена, затим да се многе вештине и знања која учимо у школи и на курсевима прилично брзо заборављају ако се не понављају током времена. Међутим, сложене и континуиране моторичке вештине, се веома ретко заборављају (ту пре свега спадају вештине које подразумевају сталан ангажман субјекта за њихово савладавања), нпр. вожња бицикла или аутомобила, које се ни после више деценија неће заборавити.

## Значај
Заборавност значајно може да смањи свакодневно функционисање неке особе, али због ње живот не губи на квалитету, јер се ради о поремећају пажње чији је узрок хроничан премор (нпр. прековремени рад) или велико ментална напрезање (нпр. учење). Овакав облик заборавности није симптом обољења, али је непријатан доживљај, јер захтева додатну енергију - да се исправе грешке у раду због заборављеног задатка, или да се иста лекција учи напамет више пута.
Особа прво почне да заборавља свакодневне задатке које раније није морала да записује, затим заборави шта је хтела да каже; почне да заборавља где живи или ради, ко су људи са којима се свакодневно среће и ко је она сама (не може се сетити свог имена). Периоди заборавности трају од неколико секунди до неколико дана, месеци па и година, а онда се особа почиње да сећа. Колико ће трајати ти периоди заборавности и да ли ће напредовати, зависи од много чинилаца, али основна карактеристика заборавности је да се јавља у епизодама које се понављају из дана у дан и значајно смањују квалитет живота.

## Етиологија
У литератури налазимо већи број различитих објашњења која се нуде као одговор на узрок заборавности,  и сваки од њих тачно објашњава разлоге из којих заборављамо поједине садржаје. 
- Најпознатије објашњење је оно о томе да заборављамо јер смо стално у контакту са неким новим садржајима. Пошто нам је меморија ограниченог капацитета, новонаучени садржаји ометају памћење претходно научених, те брже долази до њиховог заборављања.
- Следеће објашњење се позива на меморијске трагове који пропадају током времена, троше се (попут хард диска на компјутеру), те на тај начин долази до заборављања. Некада заборављамо само делове прошлих догађаја, па их се веома лако присетимо када нас нешто на њих асоцира или нас неко на њих подсети. Понекад нека особа није у стању да самостално прича о неком садржају, мада га јасно препознаје. Она тада има „осећај“ да зна тај садржај када неко други о њему говори.
- Процес старење утиче на појачано заборављање одређених ствари. У старости се више заборављају активности које човек тек планира да уради (да негде оде, неког позове, закаже неки састанак ...). Ако старији људи обављају послове који захтевају доста промишљања, много спорије заборављају од њихових вршљака који су, нпр. престали да читају и ангажују мозак око логичких проблема.

## Заборавност као знак обољења
Ако заборавност значајно смањује свакодневно функционисање, живот такве особе губи на квалитету, и упућује на обољење које се зове деменција. Узроци деменција могу бити неваскуларни (аутоимуни, инфективни и други), Алцхајмерове болести, или васкуларни механизми (обољења крвних судова у мозгу) - као код васкуларне деменције која напада особе са атеросклерозом. 
Деменције су озбиљна обољења која значајно умањују квалитет живота и морају бити лечене адекватном терапијом од стране неуролога. 

## Методе за процену заборавности или деменције
у Неуропсихијатрији примењују се различите и комбиноване мере процене заборавности-деменције, којима се искључује могућност да је пацијент депресиван или да му, на пример, недостаје витамин Б12, као и да нису присутни други симптоми који могу ометати процену и лажно указивати да је у питању деменција. 
Анамнеза и историја болести
Када лекар искључе све потенцијалне ометајуће факторе, обавезно се истражује пацијентова историја и процењује опште стање, како психолошко, тако и физичко. 
Неуролошка процена
Неуролошка процена обухвата проверу чула, рефлекса и слично. За ту намену користе се и неуропсихолошки тестови за мерење очуваности меморије и посебних вештина. 
Радиолошка дијагностика
Тестови радиолошке дијагностике, којима се подвргавају пацијенти су: скенирањѕ главе, како би утврдили постојање тумора или других промена на мозгу које могу изазвати деменцију. 
ЦТ скен и магнетна резонанца највише користе, када за то постоје услови. Често се користи и ПЕТ скен, али је због малобројности апарата у свету његова употреба ограничена. 
Нурофизиолошка дијагностика
У склопу ове дијагностике за проверу активности мозга користи се електроенцефалографија (ЕЕГ).